# Juan Bermudo
(Fray) Juan Bermudo, né à Écija, vers 1510 et décédé vers 1565, fut un compositeur et théoricien de la musique espagnol.

## Biographie
Bien que sa vie soit mal connue, on sait qu'il fut admis chez les Franciscains en 1525. Il étudia à Séville puis le Trivium et Quadrivium à l'Université de Alcalá de Henares. Une maladie douloureuse le força à abandonner la prédication ; il se consacra alors à l'étude de la science musicale. 
À partir de 1549 il commença à écrire des traités sur la musique et particulièrement la Declaración de instrumentos musicales, en cinq livres, à laquelle il doit l'essentiel de sa renommée. Le premier livre est consacré à la louange de la musique, les deuxième et troisième à la théorie de la musique, le quatrième aux instruments à clavier et à cordes, le cinquième au contrepoint et à la composition.
Il a composé aussi de la musique pour la vihuela et pour l'orgue.

## Œuvres

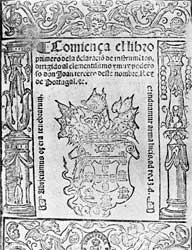
couverture de 1549 de Declaración de instrumentos musicales

- 1550 : (es) El arte tripharia, 1875 (présentation en ligne, lire en ligne) (facsimile de l'ouvrage de 1550).
- 1555 : (es) El libro llamado declaración de instrumentos musicales, Osuna, Juan de León, 1555 (lire en ligne)
Version originale : (es) Declaración de instrumentos musicales, Osuna, Juan de León (lire en ligne)

### Sources et Références
1. ↑  Bouissou, Goubault et Bosseur 2005, p. 97.